# Батлер-Біч (Флорида)
Батлер-Біч (англ. Butler Beach) — переписна місцевість (CDP) в США, в окрузі Сент-Джонс штату Флорида. Населення — 4978 осіб (2020).

## Географія
Батлер-Біч розташований за координатами 29°48′2″ пн. ш. 81°16′6″ зх. д. / 29.80056° пн. ш. 81.26833° зх. д. (29.800564, -81.268334).  За даними Бюро перепису населення США в 2010 році переписна місцевість мала площу 6,87 км², з яких 6,60 км² — суходіл та 0,28 км² — водойми.

## Демографія
Згідно з переписом 2010 року, у переписній місцевості мешкала 4951 особа в 2471 домогосподарстві у складі 1535 родин. Густота населення становила 720 осіб/км².  Було 4537 помешкань (660/км²).
Расовий склад населення:
| - 97,4 % — білих - 0,8 % — азіатів - 0,6 % — чорних або афроамериканців - 0,2 % — корінних американців |

До двох чи більше рас належало 0,8 %. Частка іспаномовних становила 2,2 % від усіх жителів.
За віковим діапазоном населення розподілялося таким чином: 11,3 % — особи молодші 18 років, 54,5 % — особи у віці 18—64 років, 34,2 % — особи у віці 65 років та старші. Медіана віку мешканця становила 57,9 року. На 100 осіб жіночої статі у переписній місцевості припадало 92,1 чоловіків;  на 100 жінок у віці від 18 років та старших — 92,8 чоловіків також старших 18 років.
Середній дохід на одне домашнє господарство  становив 72 638 доларів США (медіана — 54 740), а середній дохід на одну сім'ю — 89 038 доларів (медіана — 69 844). Медіана доходів становила 38 897 доларів для чоловіків та 39 017 доларів для жінок. За межею бідності перебувало 6,4 % осіб, у тому числі 15,7 % дітей у віці до 18 років та 1,4 % осіб у віці 65 років та старших.
Цивільне працевлаштоване населення становило 2322 особи. Основні галузі зайнятості: освіта, охорона здоров'я та соціальна допомога — 21,5 %, науковці, спеціалісти, менеджери — 17,4 %, мистецтво, розваги та відпочинок — 14,2 %, роздрібна торгівля — 14,0 %.